# 餓狼伝説Special (パチスロ)
『餓狼伝説Special』（がろうでんせつすぺしゃる）は、2008年にSNKプレイモアが販売した5号機のパチスロ機。同社が2006年に発売した『餓狼伝説』の第2弾。ボーナスとARTによってコインを増やしていく仕様は前出機を継承しているが、内容は大きく変わっている。

## 概要

### 通常時
重複抽選は1枚役＞単独ベル＞スイカ＞リプレイの順番で確率が高い。また、三択の9枚役の取りこぼし時にはベルが揃う（これは単独ベルではない）。他にチェリーが三択で抽選されている。1枚役を取りこぼした場合はチャンス目が停止するが、ATの抽選はチャンス目が停止した時に行われるので1枚役は取りこぼした方がよい。有効ラインは中段を除く4ライン。通過するキャラクターで対応の子役が告知されるが、前作『餓狼伝説』に登場するキャラクターが現れれば激熱である。また、レア演出としてテリーステージにて『餓狼 MARK OF THE WOLVES』の主人公であるロック・ハワードの姿が目撃されている。

### ボーナス
ボーナスはレジェンドボーナス・ビッグボーナス・餓狼ボーナスの3種類。それぞれのボーナス後に付属するARTのカギを握るポイント獲得がそれぞれのボーナスによって異なる。当該ボーナスで獲得したポイントの減算はボーナス後のゲームから始まるが、その後のボーナス中の増枚数も減算の対象となる。またAT及びART中にボーナスに入った場合、ポイントの獲得が割り増しになる。
- レジェンドボーナス　純増105枚。ボーナス成立と同時に1000ポイント獲得。加えてボーナス中にポイント追加のチャンス有り。
- ビッグボーナス　純増280枚。赤7と青7の2種類があり、ボーナスが揃った時のポイントは赤7＞青7である。ボーナス中のミニゲームの種類によってテリー、アンディ、ジョーの3種類があり、ゲーム内容が異なる。ゲーム中にもポイント（最大1000ポイント）を増やすことができる。
  - テリービッグ　前作と同様に格闘が行われ、攻・守・コンボの選択をプレイヤーが行う。
  - アンディビッグ　1枚役や単独チェリーを引くことでポイントアップ。　
  - ジョービッグ　パネルに入賞小役が表示されていて、それを抜いていき、ビンゴゲームを行う。ステージ毎にクリア難度が上がる。
- 餓狼ボーナス　純増105枚。ポイント獲得はほぼなし。

なお、全てのボーナス中に純ハズレを引くと1000ポイントを獲得できる（この時液晶上ではスペシャルムービーのカットインが起こる。そして白絵柄を中段ラインに揃えることができる）。

### 餓狼チャンス
ボーナス終了後に必ず突入するART。終了条件はボーナス成立か3択チェリーの入賞。リプレイ確率が大幅にアップする。ボーナスで獲得するポイントがある間は成立したチェリーの色を告知するので、それをかわすことによってARTを継続できる。かわす場合はチェリーを囲んだハートの色と同じ色のボーナス絵柄を早めに狙う。ポイントは純増枚数1枚毎に1ポイント減算する仕組み。つまり、レジェンドボーナスを引いた場合はその時点で次のボーナスまでARTが続いたとしてもほぼ1105枚の増加が見込める（その間のゲーム数がいくらでも問題ない）。
成立した9枚役は液晶上及び枠左のランプでナビされる（目押しをミスするとベルが揃うがポイントは9枚役が揃ったものとして消費される）。目押しミスで終わった場合に残りのポイントは次回のチャンスまで持ち越される。ただし、ボーナスの差枚数も減算の対象となるので、たとえ次のボーナスがビッグでも差し引き0ポイントになる可能性もある。リール窓左の餓狼ランプは1000ポイント以上でレインボー、それ以降は点灯 - 点滅とポイントの残り具合によって変化するので、ポイントの残りの目安になる。またポイントが残っている状態でチェリーがナビされなければボーナスが確定している。

### 舞チャンス
AT。通常時中いくつかの抽選契機で当選すると突入し、終了抽選に当選すると終了する。9枚役とチェリーをナビするため、コイン持ちが良くなる。また、舞チャンス中にボーナスに当選するとARTのポイントが若干であるが上乗せされる。